# Snøde
Snøde er en landsby på Langeland med 256 indbyggere  (2024). Snøde er beliggende i Snøde Sogn på den nordlige del af øen 25 kilometer nord for Rudkøbing og 42 kilometer fra Svendborg. Landsbyen tilhører Langeland Kommune og er beliggende i Region Syddanmark.
Snøde Kirke ligger i landsbyen.